# Pseudagrion andamanicum
Pseudagrion andamanicum är en trollsländeart som beskrevs av Fraser 1924. Pseudagrion andamanicum ingår i släktet Pseudagrion och familjen dammflicksländor. Inga underarter finns listade i Catalogue of Life.